# 1981 w informatyce
Kalendarium informatyczne 1981 roku
- lipiec – Microsoft udostępnił system operacyjny MS-DOS[1].
- 12 sierpnia – IBM udostępnił pierwsze komputery osobiste swej architektury (IBM PC)[2].
- wrzesień – ukazała się specyfikacja protokołu TCP RFC 793 ↓.
- Ted Nelson zaprezentował koncepcję hipertekstowych zbiorów danych[3].
- Richard Feynman ogłosił, że symulację procesu kwantowego jest możliwa tylko za pomocą komputera kwantowego[4].
- W Polsce rozpoczęto tworzenie Międzyuczelnianej Sieci Komputerowej[5].